# Aéroport international Gregorio-Luperón
L'aéroport international Gregorio Luperón (espagnol: Aeropuerto Internacional Gregorio Luperón) (IATA: POP, ICAO: MDPP), également connu sous le nom d'aéroport de Puerto Plata, est situé à Puerto Plata, en République dominicaine. C'est le 4e plus gros aéroport de la République Dominicaine, par rapport au nombre de vols et de passagers, derrière les aéroports de Punta Cana, Saint-Domingue et Santiago de los Caballeros. Il porte le nom du général Gregorio Luperón, ancien militaire et président Dominicain.

## Situation
14 km au sud est de Puerto Plata
| Barahona Constanza La Romana Pedernales Monte Cristi Punta · Cana Samaná · A. Barril Samaná · El Catey Puerto Plata Santiago Saint-D. · Las Américas Saint-D. · La Isabela |

## Statistiques
Le graphique qui aurait dû être présenté ici ne peut pas être affiché car il utilise l'ancienne extension Graph, désactivée pour des questions de sécurité. Des indications pour créer un nouveau graphique avec la nouvelle extension Chart sont disponibles ici.

Voir la requête brute et les sources sur Wikidata.

## Compagnies et destinations
| Compagnies             | Destinations |
| ---------------------- | --- |
| Air Canada Rouge       | Montréal (P.-E.-Trudeau), Toronto (Pearson) |
| Air Transat            | Montréal (P.-E.-Trudeau), Toronto (Pearson) En saison : Halifax (Stanfield), Hamilton, London (Ontario), Ottawa (Macdonald-Cartier), Québec (Jean-Lesage) |
| American Airlines      | Miami En saison : Charlotte-Douglas |
| Condor                 | En saison : Francfort[1] |
| Edelweiss Air          | En saison : Zurich |
| Finnair                | En saison : Helsinki-Vantaa |
| InterCaribbean Airways | Providenciales |
| JetBlue                | New York-John F. Kennedy En saison : Boston Logan |
| Nordwind Airlines      | Charter : Moscou Chérémétiévo |
| LOT Polish Airlines    | En saison Charter : Varsovie-Chopin |
| TUI fly Belgium        | Bruxelles-National |
| TUI fly Nordic         | En saison Charter : Copenhague-Kastrup, Stockholm-Arlanda                                                                                                 |
| United Airlines        | Newark-Liberty |
| WestJet                | Toronto (Pearson) |

Édité le 10/11/2020